# Zenon Hanas
Zenon Hanas (ur. 16 czerwca 1963 w Legionowie) – polski duchowny rzymskokatolicki, znawca mass-mediów; w latach 2004–2010 wicegenerał pallotynów. Od 1 października 2022 roku pełni funkcję generała Stowarzyszenia Apostolstwa Katolickiego (pallotynów).

## Życiorys
Ksiądz Zenon Hanas święcenia kapłańskie przyjął 6 maja 1989 w Ołtarzewie z rąk kard. Józefa Glempa.
Ukończył studia teologiczne w Ołtarzewie i na KUL oraz studia filozoficzne zakończone doktoratem w dziedzinie komunikowania społecznego w Instytucie Mediów i Komunikacji Społecznej w Hochschule für Philosophie w Monachium.
W latach 1996–1999 był redaktorem naczelnym Wydawnictwa Apostolicum w Ząbkach. 
W latach 1999–2004 pełnił funkcję wiceprowincjała pallotyńskiej Prowincji Chrystusa Króla.
Wykładał na UKSW w Warszawie i w Wyższym Seminarium Duchownym w Ołtarzewie.
Ks. Hanas jest autorem szeregu publikacji na temat zastosowania współczesnych mediów komunikacyjnych w duszpasterstwie oraz jest członkiem Deutsche Gesellschaft für Publizistik- und Kommunikationswissenschaft.
W latach 2017–2022 był prowincjałem warszawskiej Prowincji Pallotynów. 
1 października 2022 wybrany przez Zebranie Generalne na przełożonego generalnego SAC.
Kierunki badań naukowych: zależności między komunikowaniem społecznym a kulturą danego społeczeństwa.

## Ważniejsze publikacje
- Die Rezeption der "Uses and Gratification Aprouches" in der Deutschen Massenkommunikationswirkungsforschung, München 1992.
- Vertrauen in der Werbung. Notwendigkeit und Grenzen von Vertrauen in der werblichen Kommunikation, Ząbki 1998.
- Kościół wobec globalizacji, w: Sytuacja Kościoła w zjednoczonej Europie. Sympozjum zorganizowane przez Sekcję Teologii Pastoralnej red. ks. Edmund Robek, Warszawa 2005, s. 145-194.